# 일본 애니메(이터) 견본시
일본 애니메(이터) 견본시(日本アニメ（ーター）見本市)는 디완고와 카라의 공동기획이다.
가지각색의 감독에 의한 오리지널 단편 아니메 작품을 인터넷에서 공개하는 기획.
이름에 괄호가 쳐져 있는 이유에 대해 가와카미 노부오 왈 "애니메이터만이 아니메를 제작하고 있는 것은 아니다"라고 이유를 든 안노가 덧붙이게 만들었다고 한다.
스튜디오 지브리의 미야자키 하야오가 제자(題字), 프로듀서 스즈키 도시오가 제자채색을 담당. 성우 야마데라 코이치와 하야시바라 메구미가 전화에 걸쳐 목소리를 담당한다.